# Dilúvio (canção)
"Dilúvio" é uma canção da rapper e cantora brasileira Karol Conká, com produção musical de Leo Justi, lançada no dia 5 de maio de 2021 pela Sony Music Brasil, após o encerramento da final do Big Brother Brasil 21. Foi o seu primeiro single lançado após toda a sua polêmica, caótica e turbulenta passagem pelo reality show Big Brother Brasil. A canção foi um sucesso instantâneo se consagrando como o maior e melhor lançamento de toda a historia da carreira da rapper.

## Composição e produção
"Após a minha saída do reality, senti que a música representava muito do momento que estou vivendo. A partir disso, fiz algumas alterações na letra para que se ajustassem melhor ao que eu queria expressar".

—Karol Conká.
Karol escreveu a faixa em 2020, a faixa começou a ser produzida antes da entrada da artista na vigésima primeira edição do reality show Big Brother Brasil, porém após a sua saída polêmica, Karol disse que seus sentimentos mudaram e ela quis alterar a letra. A canção é sugestiva desde o título: os versos abordam o turbilhão de sentimentos vividos pela cantora durante os primeiros meses de 2021, além de angústias existenciais. Quase premonitórias, Karol e Leo Justi compuseram as estrofes durante um momento introspectivo em 2020, antes de gravá-las, em abril de 2021.
Produzida por Justi, a música foi gravada no próprio estúdio de Karol. Diluvio traz batidas e arranjos similares aos de artistas como Doja Cat e Rich The Kid, Dilúvio explora gêneros que vão do R&B ao rap, passando por trap e timbres rock n' roll que sempre influenciaram Leo Justi desde seus primeiros trabalhos. A música constrói uma metáfora que mostra como o dilúvio pós BBB21 não foi capaz de afundar Karol Conká, que conseguiu deixar o orgulho de lado para se reerguer com o apoio que tinha.

## Vídeo musical

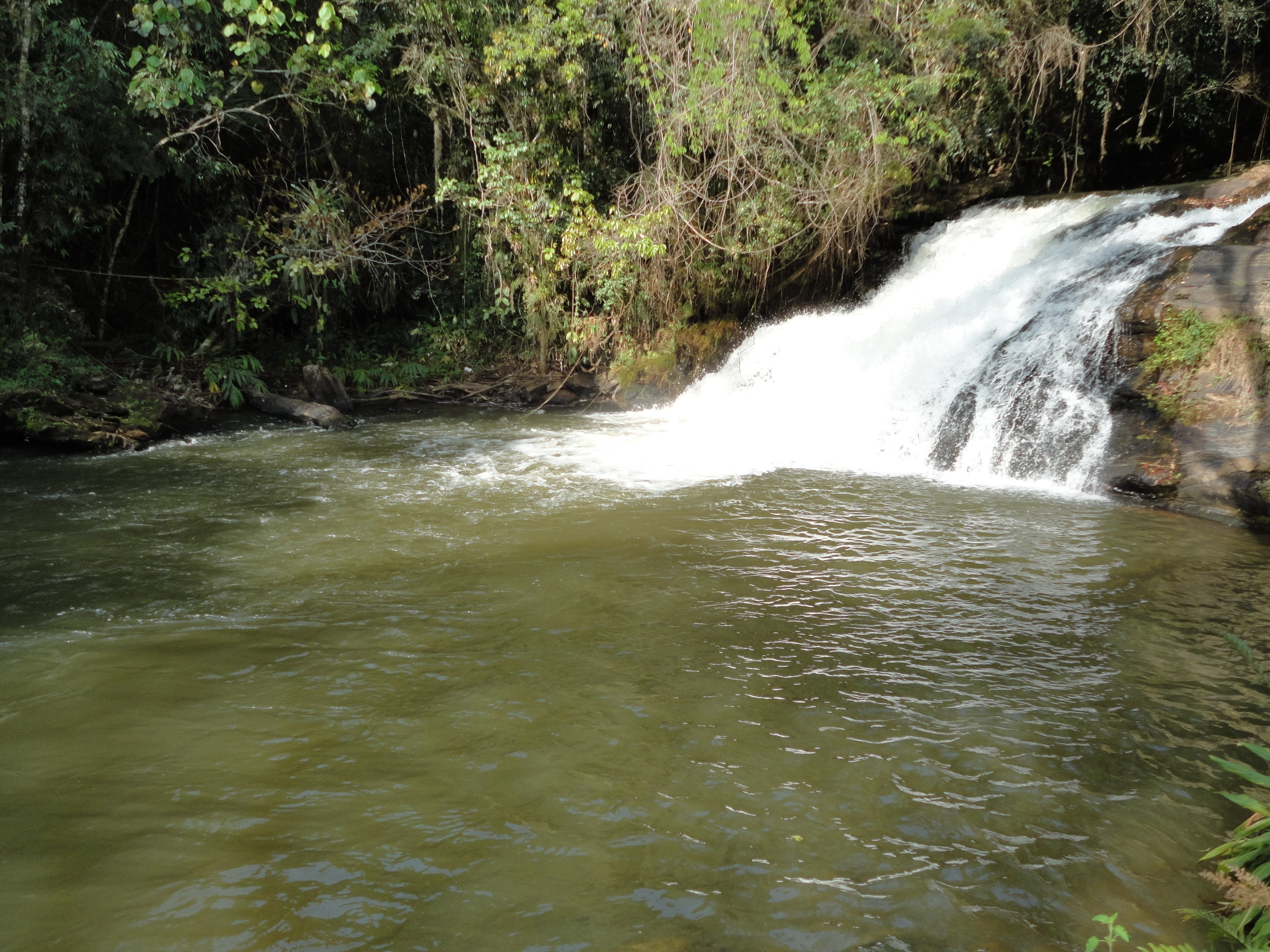
Piracaia, local onde o videoclipe foi gravado.

### Desenvolvimento, filmagem e lançamento
Gravado em 11 de março de 2021, o videoclipe integra o projeto que marca o renascimento da artista após o recorde de rejeição no reality. Com direção de Bruno Trindade, o videoclipe foi gravado em Piracaia, em São Paulo, e é um manifesto sobre reflexões de sua vida pessoal e profissional, recheado de mensagens poderosas e importantes.
| “ | "Gravei Dilúvio com a intenção de deixar registrado esse momento de reflexão, pois me sinto liberta quando transformo meus sentimentos em arte. A produção musical de Léo Justi se encaixa perfeitamente ao que quero dizer e ao que sinto atualmente. O clipe apresenta um clima intimista e profundo, fruto de um trabalho em equipe com o diretor Bruno Trindade, e o resultado superou minhas expectativas. Espero que o mesmo aconteça com o público" | ” |

### Enredo
A produção acompanha paisagens naturais e vem com objetivo de expor um lado mais vulnerabilidade da cantora. 

Capturas em ecrã de quatro momentos do videoclipe de "Dilúvio".

Intimo, sincero e cheio de simbolismo, o vídeo de Dilúvio conta com cenas em que Karol encara suas múltiplas personalidades e diferentes facetas na frente de um espelho, leituras artísticas de referências aos episódios vividos no programa e repercutidos pelo público e aparece em um quarto o desarrumado , com as peças de roupa usadas durante o reality espalhadas pelo chão, de forma similar ao que ocorria dentro do confinamento. Ao longo da performance, a artista some com as peças do ambiente e reforça que decidiu "superar o sofrer", assim como canta na música. No clipe, também destaca-se as mensagens do renascimento e mudança de de ciclo em outros momentos, como a cena na qual toma banho em uma cachoeira.

### Conceito e figurinos
Os figurinos usados por Karol no clipe foram escolhidos pelo stylist Dario Mittmann e traz looks com tons sóbrios e neutros, e a beleza/cabelo ficaram por conta de Moises Costa. Segundo o stylist do videoclipe, Dario Mittmann; Para a era Dilúvio a cor azul foi escolhida como simbologia do elemento água, cor que a Karol usou em praticamente todos os looks no período de divulgação do single, inclusive na final do BBB, o tecido do look da final remete a fluidez e transparência da água, enquanto ela se apresentava a capa trazia esse movimento. A cor dourada presente em alguns pontos dos looks remetem ao sol de um dia após o dilúvio, tom presente também do cabelo sun kissed, com tom ruivo dourado, próximo ao tom de pele da Karol. A textura do cabelo traz um ar de elegância de divas do passado como: Donna Summer, Diana Ross e Whitney Houston. O ar mais sóbrio do corte das roupas contraposto de elementos fluídos, conversa com o visual criado para a música e o clipe em si, as peças misturam traços vintage à um ar contemporâneo. O clipe possui uma mensagem profunda, assim como a música. Mas toda essa construção, apesar de elaborada, acontece de forma muito leve e espontânea: é muito mais uma conversa intimista sobre o trabalho e sentimentos do momento enquanto ouvimos o álbum em construção. Sendo técnicas pessoais, de Dario Mittmann e não é algo muito baseado em teorias externas.

## Desempenho comercial
A canção marcou a melhor estreia da carreira da rapper, sendo um sucesso instantâneo antes mesmo de completar as primeiras 24 horas de lançamento. Os números, bem expressivos, marcaram um grande retorno da cantora, se consagrando como o maior e melhor lançamento de toda a sua carreira, estabelecendo sua primeira entrada nas paradas musicais e charts. Estreou no Top 50 na posições 43ª no Spotify, em 49ª na Deezer, em 5ª no Apple Music e em 2ª no Tidal Brasil.  No YouTube, o videoclipe alcançou mais de 300 mil visualizações em menos de 24 horas e ocupou o terceiro lugar na aba "Em alta" durante o dia, continuando no topo após semanas desde a estreia. O imenso sucesso fez Conká crescer 978% em streaming.

## Apresentação ao vivo
Apresentando um novo visual repaginado, a rapper apresentou "Dilúvio" na grande final da vigésima primeira temporada do Big Brother Brasil.

## Faixas e formatos
"Dilúvio" foi lançada como single em serviços de streaming contendo somente a faixa, com duração total de três minutos e quarenta e dois segundos.
| Streaming e download digital |           |         |  |
| N.º                          | Título    | Duração |  |
| 1.                           | "Dilúvio" | 3:42    |  |

## Histórico de lançamento
| Região | Data              | Formato(s)                 | Gravadora(s)      | Ref.          |
| ------ | ----------------- | -------------------------- | ----------------- | ------------- |
| Várias | 5 de maio de 2021 | Download digital streaming | Sony Music Brasil | [ 20 ] [ 21 ] |